# Brügg
Brügg is een gemeente en plaats in het Zwitserse kanton Bern, en maakt deel uit van het district Biel/Bienne.
Brügg telt 4.251 inwoners.

## Geboren
- Gianni Bugno (1964), wielrenner